# لوی لایفایمر
لوی لایفایمر (زادهٔ ۲۴ اکتبر ۱۹۷۳) رکابزن حرفه‌ای سابق اهل ایالات متحده آمریکاست که در رشتهٔ دوچرخه‌سواری جاده فعالیت می‌کرد. او در سال ۱۹۹۹ قهرمان تایم تریل انفرادی و در سال ۲۰۰۷ قهرمان استقامت جاده مسابقات قهرمانی کشور شد. همچنین در المپیک ۲۰۰۸ پکن مدال برنز تایم تریل انفرادی را به گردن آویخت. او در بوت، مونتانا زاده شد و رشد یافت. اکنون نیز در سانتا روزا، کالیفرنیا زندگی می‌کند.
مهم‌ترین دستاوردهای حرفه‌ای لایفایمر شامل قهرمانی در سه دوره تور کالیفرنیا و تور سوئیس ۲۰۱۱ است. بهترین نتایج او در گرند تورها نایب قهرمانی ووئلتا اسپانیای ۲۰۰۸ و چهارمی جیرو دیتالیای ۲۰۰۹ است.
در اکتبر ۲۰۱۲ آژانس مبارزه با دوپینگ ایالات متحده اعلام کرد لایفایمر باید به دلیل مشارکت در دوپینگ در هنگام حضور در تیم‌های یو.اس. پستال سرویس، رابوبانک، گرواشتاینر و آستانه محروم شود. لایفایمر محرومیت شش‌ماهه را پذیرفت و همهٔ نتایج او از ۱ ژوئن ۱۹۹۹ تا ۳۰ ژوئیه ۲۰۰۶ و ۷ تا ۲۹ ژوئیه ۲۰۰۷ پس گرفته شد. لایفایمر پذیرفت که قبلاً در سال ۱۹۹۶ نیز دوپینگ کرده‌است.
لایفایمر در مهٔ ۲۰۱۳ پس از خاتمهٔ قراردادش با تیم امگافارما-کوییک‌استپ، بازنشستگی خود را تأیید کرد.

## آغاز زندگی و فعالیت آماتور
لایفایمر در بوت، مونتانا زاده شد و رشد یافت. پدر و مادرش مغازه محصولات ورزشی داشتند. در نوجوانی ورزش اصلیش اسکی بود؛ ولی پس از حادثه‌ای در زمان اسکی، به دوچرخه‌سواری متمایل شد و این ورزش را پی گرفت. سپس به بلژیک رفت و در سال ۱۹۹۷ حرفه‌ای شد.

### دوپینگ ۱۹۹۶
لایفایمر در دو فصل ۱۹۹۵ و ۱۹۹۶ برای تیم اینشتین رکاب می‌زد. در سال ۱۹۹۶ برندهٔ مسابقات قهرمانی کریتریوم کشور در اوهایو شد؛ ولی آزمایش دوپینگش به دلیل وجود افدرین مثبت اعلام شد. در نتیجه، عنوان قهرمانی، جایزه نقدی و پیراهن قهرمانی کشور از او پس گرفته شد و به مدت سه ماه محروم شد. خانواده‌اش بعداً ادعا کردند مثبت شدن نمونهٔ او نه به دلیل دوپینگ بلکه به دلیل استفاده از داروی لوراتادین برای درمان التهاب مخاط بینی آلرژیک بوده‌است.

## فعالیت حرفه‌ای

### کلرادو سایکلینگ و ساترن (۱۹۹۷ تا ۱۹۹۹)
لایفایمر در سال ۱۹۹۷ حرفه‌ای شد و به تیم کلرادو سایکلینگ پیوست. در سال ۱۹۹۸ به عضویت تیم ساترن درآمد و در سال ۱۹۹۹ قهرمان کشور در رشتهٔ تایم تریل شد.

### یو.اس. پستال (۲۰۰۰ و ۲۰۰۱)
در سال ۲۰۰۰ لایفایمر به تیم یو.اس. پستال سرویس پیوست. در سال ۲۰۰۱ نخستین حضور خود در گرند تورها را در ووئلتا اسپانیا تجربه کرد. هدف او حمایت از رهبر تیم یعنی روبرتو اراس بود. پیش از مرحلهٔ پایانی در مادرید، لایفایمر پنجم بود. در تایم تریل این مرحله، دو پله بالا آمد و ووئلتا را با رتبهٔ سوم به پایان رساند.

### رابوبانک (۲۰۰۲ تا ۲۰۰۴)
در سال ۲۰۰۲ لایفایمر به تیم هلندی رابوبانک پیوست و در نخستین حضور خود در تور دو فرانس رتبهٔ هشتم را کسب کرد.
او در المپیک ۲۰۰۴ آتن در ترکیب تیم دوچرخه‌سواری جاده ایالات متحده بود، ولی به خط پایان نرسید. تور دو فرانس ۲۰۰۴ را نیز با رتبهٔ نهم به پایان رساند.

### گرواشتاینر (۲۰۰۵ و ۲۰۰۶)
لایفایمر در سال ۲۰۰۵ با تیم گرواشتاینر در تور دو فرانس شرکت کرد و ششم شد. در ۲۳ اوت همان سال جلوتر از یان اولریش، برندهٔ تور آلمان شد. او در مرحلهٔ چهارم در رتباخ‌فرنر، که بلندترین سربالایی آن سال مسابقات اروپایی بود، اولریش را شکست داد و برتری خود را مستحکم کرد.
در اوت ۲۰۱۰ هانس-میشل هولتسر، مربی سابق لایفایمر در تیم گرواشتاینر، او را متهم کرد که در تور دو فرانس ۲۰۰۵ مقادیر خونی مشکوکی داشته‌است. به گفتهٔ هولتسر، مقادیر خونی لایفایمر نشان دهندهٔ «احتمال بالای دستکاری خون» بود و به اندازه‌ای مشکوک بود که یکی از مقامات فدراسیون بین‌المللی پیشنهاد کنار گذاشتن او از تور را داده‌بود. هولتسر با کناره‌گیری لایفایمر مخالف بود. زیرا تیم او به دلیل نگرانی حامی مالی نسبت به درگیری تیم در سایر رسوایی‌های دوپینگ با ورشکستگی کامل مواجه بود.
در فوریهٔ ۲۰۰۶ لایفایمر یکی از بخت‌های قهرمانی نخستین دورهٔ تور کالیفرنیا بود. او پیراهن طلایی رهبری مسابقه را با پیروزی در پرولوگ به دست آورد؛ ولی در پایان تور در رتبهٔ ششم قرار گرفت.
لایفایمر برندهٔ کریتریوم دوفینهٔ ۲۰۰۶ شد. در تور دو فرانس ۲۰۰۶ نیز پس از محرومیت چند رکابزن قدرتمند از جمله ایوان باسو و یان اولریش به دلیل شرکت در قضیه دوپینگ عملیات پوئرتو، یکی از بخت‌های قهرمانی به شمار می‌رفت. هرچند در پایان تور رتبهٔ دوازدهم را کسب کرد.

### تیم دیسکاوری (۲۰۰۷)

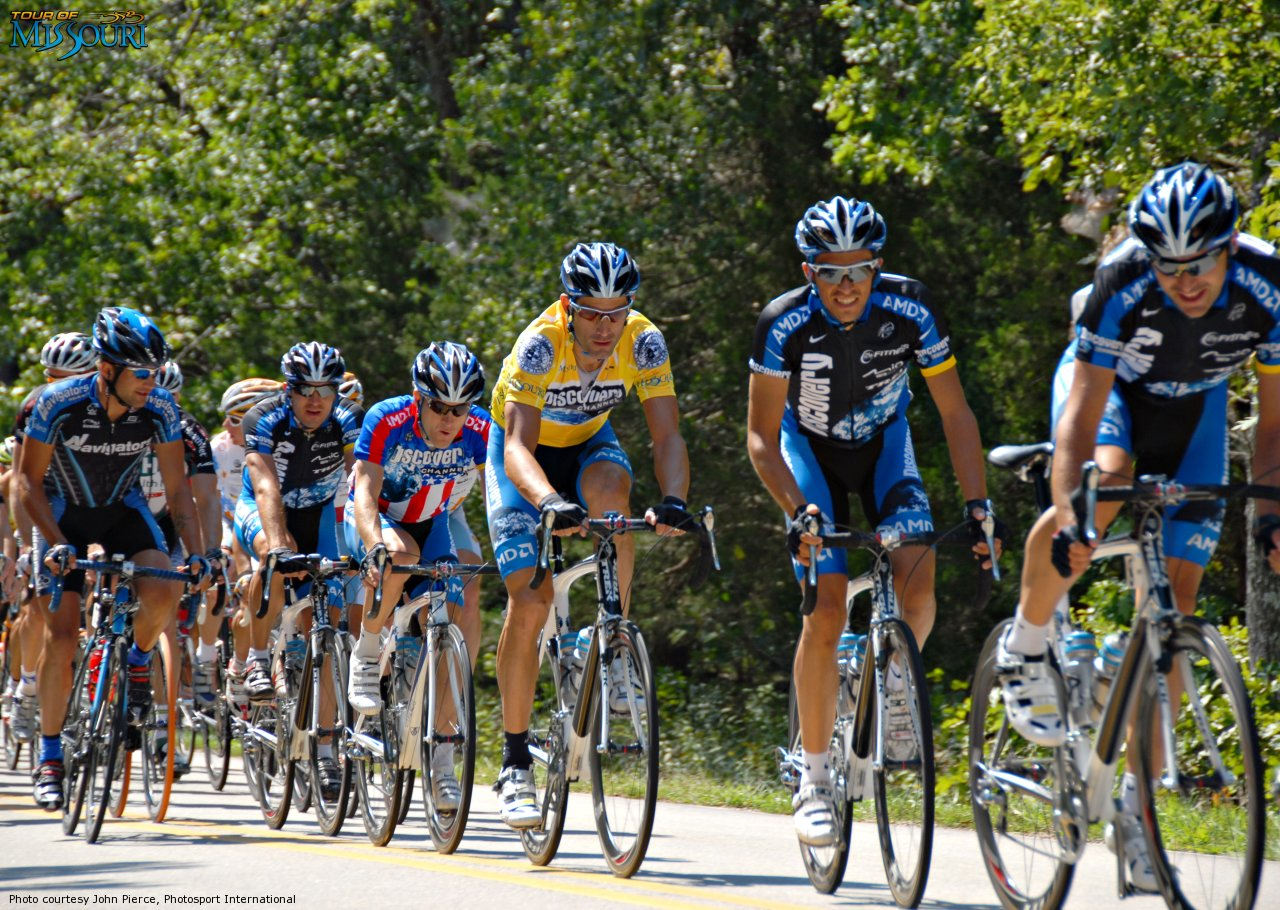
لایفایمر پشت سر جرج هینکپی در تور میزوری ۲۰۰۷

لایفایمر برای فصل ۲۰۰۷ به تیم دیسکاوری پیوست که حامی مالی یکسانی با یو.اس. پستال داشت. او رهبر تیم در تور کالیفرنیای ۲۰۰۷ بود و برندهٔ تور شد. در پاریس–نیس خادم آلبرتو کونتادور بود و به پیروزی او کمک کرد. در تور دو فرانس ۲۰۰۷ با اختلاف ۳۱ ثانیه نسبت به کونتادور، در رتبهٔ سوم قرار گرفت. همچنین برندهٔ تایم تریل انفرادی مرحلهٔ ۱۹ شد. در پایان فصل، تیم دیسکاوری منحل شد. در همین فصل لایفایمر برندهٔ مسابقات قهرمانی جاده ایالات متحده شد.

### تیم آستانه (۲۰۰۸ و ۲۰۰۹)
لایفایمر به تیم آستانه با مربی‌گری یوهان بروینل که مربی سابق یو.اس. پستال و دیسکاوری بود، پیوست. آستانه به دلیل رسوایی‌های دوپینگ تور ۲۰۰۷ از شرکت در تور دو فرانس ۲۰۰۸ محروم شد. لایفایمر وبگاهی برای جمع‌آوری امضا برای شرکت در تور ساخت، ولی ناموفق بود.
لایفایمر برندهٔ تور کالیفرنیای ۲۰۰۸ شد. در آخرین لحظات تیم آستانه مجوز شرکت در جیرو دیتالیا را کسب کرد و لایفایمر رتبهٔ ۱۸ را به دست آورد. در المپیک تابستانی ۲۰۰۸ پکن، او توانست مدال برنز تایم تریل انفرادی را کسب کند. سپس در هر دو مرحلهٔ تایم تریل ووئلتا اسپانیای ۲۰۰۸ پیروز شد. در پایان مرحلهٔ نخست، رهبر مسابقه بود و در پایان، در رتبهٔ دوم قرار گرفت.
در فصل ۲۰۰۹ نخست برای سومین بار پیاپی قهرمان تور کالیفرنیا شد. در ماه مه در قالب تیم آستانه در جیرو دیتالیا رکاب زد و ششم شد. مدتی بعد، با مثبت شدن دوپینگ دانیلو دی لوکا که دوم شده‌بود، رتبهٔ لایفایمر به پنجم ارتقا یافت.
در تور دو فرانس ۲۰۰۹ لایفایمر تا مرحلهٔ ۱۲ در رتبهٔ چهارم بود؛ ولی در اواخر این مرحله زمین‌خورد و شکستگی مچ دستش باعث کناره‌گیری او از تور شد.

### تیم ریدیوشک (۲۰۱۰ و ۲۰۱۱)
در فصل ۲۰۱۰ لایفایمر به همراه لانس آرمسترانگ و چند رکابزن دیگر از تیم آستانه به تیم ریدیوشک منتقل شد. برای دومین بار پیاپی برندهٔ تور جیلا شد و رتبهٔ سوم تور کالیفرنیا را کسب کرد.
در فصل ۲۰۱۱ در تور کالیفرنیا لایفایمر خادم کریس هورنر بود و به قهرمانی او کمک کرد. در تور سوئیس لایفایمر برنده شد. او توانست در تایم تریل مرحلهٔ پایانی اختلاف دو دقیقه‌ای با دامیانو کونگو را جبران کند و با برتری ۴ ثانیه‌ای قهرمان شود.

### امگافارما–کوییک‌استپ (۲۰۱۲)
در پایان فصل، لایفایمر با قراردادی دو ساله به تیم امگافارما–کوییک‌استپ پیوست. در آغاز فصل، برندهٔ تور سان لوئیس در آرژانتین شد. هنگام تمرین در آستانهٔ تور باسک، با یک خودرو برخورد کرد و دچار شکستگی نازک‌نی شد. در تور کالیفرنیا به رقابت بازگشت و آن را با رتبهٔ ششم به پایان رساند. سپس در تور سوئیس رتبهٔ سوم را به دست آورد.

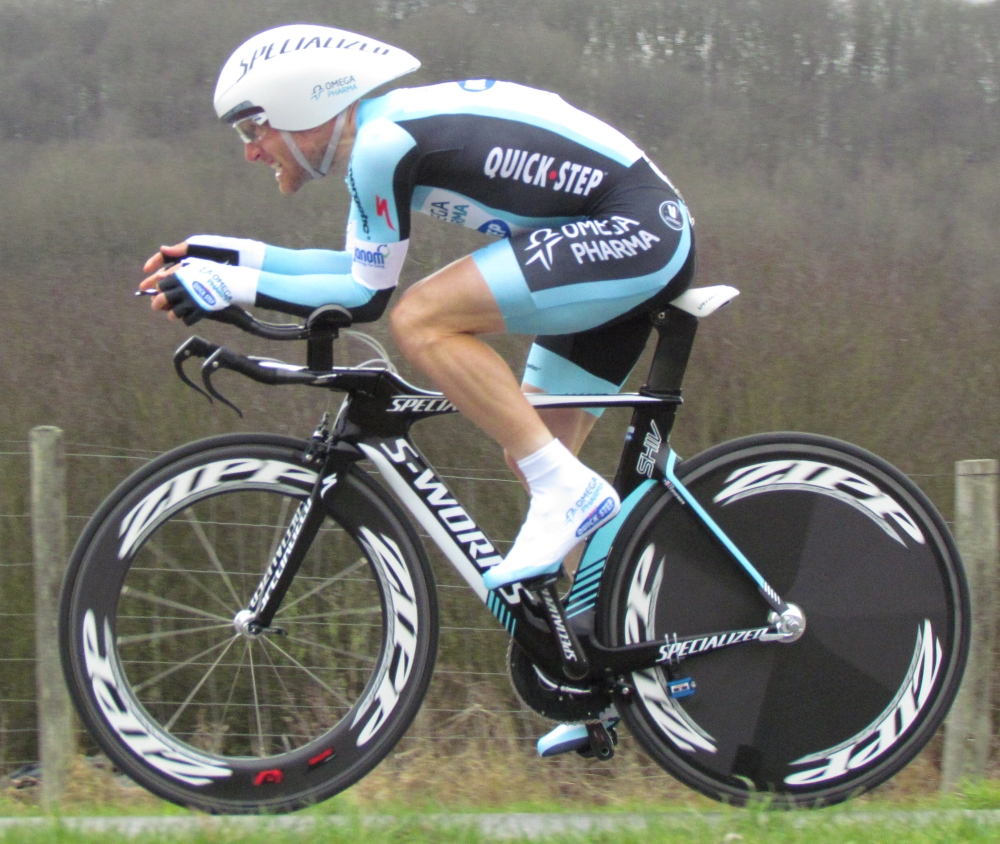
لایفایمر در پاریس–نیس ۲۰۱۲

در ماه اکتبر و یک هفته پس از اعتراف لایفایمر در جلسه آژانس مبارزه با دوپینگ ایالات متحده، امگافارما–کوییک‌استپ قرارداد او را فسخ کرد.

### بازنشستگی
لایفایمر در مهٔ ۲۰۱۳ به صورت رسمی بازنشسته شد. او با آژانس مبارزه با دوپینگ آمریکا در قضیه لانس آرمسترانگ همکاری کرده بود و استفاده خود از داروها و روش‌های بهبود عملکرد را نیز توضیح داده بود. همچنین یادداشتی در اکتبر ۲۰۱۲ در نشریه وال استریت جورنال منتشر کرد و اذعان کرد در پنج سال گذشته پاک بوده‌است.

لایفایمر و چهار رکابزن دیگر (از جمله جرج هینکپی) به مدت شش ماه محروم شدند. هینکپی بازنشسته شد و سه رکابزن دیگر در سال ۲۰۱۳ دوباره به رقابت بازگشتند. لایفایمر نیز امیدوار بود با پایان محرومیتش در ماه مارس چنین کند؛ ولی پس از اخراج توسط امگافارما نتوانست با تیمی قرارداد ببندد.

## نتایج در گرند تورها
| گرند تور       | ۲۰۰۱ | ۲۰۰۲ | ۲۰۰۳   | ۲۰۰۴ | ۲۰۰۵ | ۲۰۰۶ | ۲۰۰۷ | ۲۰۰۸ | ۲۰۰۹   | ۲۰۱۰ | ۲۰۱۱ | ۲۰۱۲ |
| -------------- | ---- | ---- | ------ | ---- | ---- | ---- | ---- | ---- | ------ | ---- | ---- | ---- |
| جیرو دیتالیا   | —    | —    | —      | —    | —    | —    | —    | ۱۸   | ۵      | —    | —    | —    |
| تور دو فرانس   | —    | ۸    | ناتمام | ۹    | ۶    | ۱۲   | ۳    | —    | ناتمام | ۱۲   | ۳۲   | ۳۲   |
| ووئلتا اسپانیا | ۳    | —    | ۵۸     | —    | —    | —    | —    | ۲    | —      | —    | —    | —    |

| —      | شرکت نکرد       |
| ناتمام | به پایان نرساند |
| عدد    | نتایج حذف شده   |